# Llauna (envàs)
Una llauna o llanda, pot (de conserva), conserva, albúrnia o búrnia és qualsevol envàs metàl·lic de forma genèrica. La llauna és un envàs opac i resistent adequat per a embolcallar-hi líquids i productes de conserva. Els materials més emprats en la seva fabricació són l'alumini i la llauna (acer dolç laminat estanyat, resistent a l'oxidació).

## Formes de fabricació
Hi ha dos tipus genèrics de fabricació:

### Tres peces
L'envasament consta de tres peces:
- Tapa
- Cos
- Fons o cul

Es talla en seccions una làmina d'estany i es doblega per formar el cos, el qual és soldat elèctricament. Després d'això, es dona forma a les vores reforçades inferior i superior i a les nervadures (també anomenades cordons) que dotaran de resistència a la llauna. Finalment, s'hi afegeix el fons, essent, d'aquesta manera, a punt per a envasar.
La llauna de tres peces se sol emprar per a tota mena de conserves: peix (tonyina, anxoves, músclos, calamars, etc.), productes assaonats (cogombrets), vegetals (espàrrecs, pebrots, xampinyons, etc.), etc.

### Embotiment-allargament
Es comença amb un disc metàl·lic al qual es fan dues extrusions. Després es passa a la fase d'estirament, i després d'aquesta se li retalla la part superior. Les següents fases són:
- Protecció exterior
- Reforçament i entallament
- Envernissament interior
- Assecament

La llauna fabricada mitjançant el sistema embotiment-allargament ofereix menys resistència a l'apilament que la llauna de tres peces. Per això, se sol emprar per envasar begudes de productes carbonatats (cervesa, refrescs, etc.) i gairebé mai per l'envàs de conserves. En aquests casos, és el gas mateix el que fa pressió interna a l'envàs, aportant-li resistència.

## Obertura
L'instrument emprat tradicionalment per obrir llaunes s'anomena obrellaunes. No obstant això, avui en dia bona part d'aquests envasos ja venen amb un sistema de fàcil obertura. A la part superior s'hi pot incorporar una argolla que prem la tapa en accionar-la permetent, d'aquesta manera, retirar-la amb facilitat. Altres productes, als quals no els cal hermeticitat, poden emprar llaunes amb tap de plàstic, per exemple, l'oli.

## Llaunes de beguda
La llauna de begudes té un origen relativament recent. La primera llauna amb tapa plana es va llançar l'any 1935 però no fou fins a la introducció de la tapa de fàcil obertura, l'any 1965, quan s'inicià la seva arrencada comercial. A final dels anys 80 es va presentar l'anella no removible stay-on tab, que és la més emprada avui en dia.
L'auge de la llauna com a envàs de begudes es justifica pels seus nombrosos avantatges quant a la distribució i consum de begudes:
- lleugeresa
- protecció del contingut (estanquitat i protecció contra la llum)
- rapidesa de refredament
- resistència al trencament
- immanipulabilitat
- escàs volum
- reciclabilitat. La llauna és reciclable tant pel sector de l'acer com de l'alumini. No obstant això, avui en dia la quantitat de llaunes reciclades és molt inferior a la d'altres materials com el paper o el cartró.

Entre les innovacions tècniques incorporades a les llaunes durant les últimes dècades destaca la reducció del diàmetre del coll de la llauna i, per tant, de la tapa, la qual cosa va suposar la reducció de fins a un 30% del pes de la tapa. Les actuals línies de producció empren materials amb una gran uniformitat de propietats i un utillatge d'alta precisió. Això ha permès l'adopció de processos més complexos de conformació que ha permès combinar els processos clàssics de fabricació amb la possibilitat de canviar la forma de la llauna. Alguns dissenys que ja es troben als supermercats incorporen algunes de les següents innovacions: 
- formes en relleu
- marques i logotips estampats
- reproducció de formes al·lusives al contingut com ara un barril, un got o una ampolla.

Altres novetats s'incorporen per millorar l'ús que en fa l'usuari. En aquest apartat s'hi encabeixen les obertures més grans per a poder abocar més contingut de producte, la qual cosa és molt apreciada per alguns grups de consumidors com els aficionats a la cervesa.
A causa de l'interès de les marques de diferenciar-se i d'introduir elements promocionals a l'envàs, és habitual trobar-se llaunes amb argolles de colors o amb missatges sota la tapa que només es descobreixen en obrir-la. D'aquesta manera, només s'obté la prova de compra si s'ha consumit el producte. La tècnica es realitza mitjançant la impressió de tinta o l'estampació a alta velocitat sense necessitat d'alentir la línia. L'anella de color diferencia el producte i es conjunta amb la imatge de la marca i també serveix com a prova en concursos i promocions.